# Soslan Totrazovich Dzhanayev
Soslan Totrazovich Dzhanayev (tiếng Nga: Сослан Тотразович Джанаев, tiếng Ossetia: Джанайты Тотразы фырт Сослан; sinh ngày 13 tháng 3 năm 1987) là một cầu thủ bóng đá người Nga gốc Ossetia thi đấu ở vị trí thủ môn. Anh thi đấu cho PFC Sochi.

## Sự nghiệp câu lạc bộ
Ngày 8 tháng 1 năm 2019, anh được Rubin Kazan đồng ý giải phóng hợp đồng.
Ngày 27 tháng 2 năm 2019, anh ký hợp đồng với câu lạc bộ Ba Lan Miedź Legnica cho đến khi kết thúc mùa giải 2018–19.
Ngày 16 tháng 7 năm 2019, anh gia nhập tân binh giải bóng đá Ngoại hạng Nga PFC Sochi. Vào ngày 20 tháng 10 năm 2019, anh đã cản phá được 2 quả đá phạt đền trong trận hòa 1–1 với FC Arsenal Tula. Anh cũng đã cản được 1 quả phạt đền trong trận đấu trước đó, qua đó đạt thành tích cản được 3 quả đá phạt đền sau 2 trận đấu.

## Sự nghiệp quốc tế
Vào tháng 9 năm 2009, Dzhanayev lần đầu được triệu tập vào Đội tuyển bóng đá quốc gia Nga cho thi đấu với Đức và Azerbaijan. Anh được triệu tập lần nữa vào tháng 8 năm 2016 để thi đấu với Thổ Nhĩ Kỳ và Ghana. Anh có màn ra mắt vào ngày 9 tháng 10 năm 2016 trong trận giao hữu với Costa Rica.
Vào ngày 11 tháng 5 năm 2018, anh có tên trong đội hình sơ bộ của đội tuyển Nga tham dự giải vô địch bóng đá thế giới 2018. Nhưng anh lại không có tên trong đội hình chính thức dư World Cup.
Sau khi nghỉ 3 năm, anh được gọi lại vào đội tuyển quốc gia vào tháng 8 năm 2019 chuẩn bị cho các trận đấu vòng loại Euro 2020 với Scotland và Kazakhstan.

## Thống kê sự nghiệp

### Câu lạc bộ

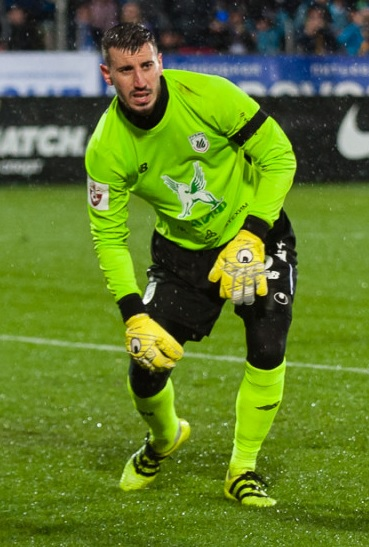
Dzhanayev thi đấu cho Rubin Kazan năm 2017

Tính đến 13 tháng 5 năm 2018
| Câu lạc bộ                | Hạng đấu            | Mùa giải            | Giải vô địch | Giải vô địch | Cúp  | Cúp | Châu Âu | Châu Âu | Tổng cộng | Tổng cộng |
| Câu lạc bộ                | Hạng đấu            | Mùa giải            | Trận         | Bàn          | Trận | Bàn | Trận    | Bàn     | Trận      | Bàn       |
| ------------------------- | ------------------- | ------------------- | ------------ | ------------ | ---- | --- | ------- | ------- | --------- | --------- |
| KamAZ                     | D2                  | 2007                | 28           | 0            | 0    | 0   | -       | -       | 28        | 0         |
| KamAZ                     | Tổng cộng           | Tổng cộng           | 28           | 0            | 0    | 0   | 0       | 0       | 28        | 0         |
| Spartak Moskva            | D1                  | 2008                | 0            | 0            | 0    | 0   | -       | -       | 0         | 0         |
| Spartak Moskva            | D1                  | 2009                | 26           | 0            | 1    | 0   | -       | -       | 27        | 0         |
| Spartak Moskva            | D1                  | 2010                | 12           | 0            | 0    | 0   | -       | -       | 12        | 0         |
| Spartak Moskva            | D1                  | 2013–14             | 0            | 0            | 0    | 0   | -       | -       | 0         | 0         |
| Spartak Moskva            | Tổng cộng           | Tổng cộng           | 38           | 0            | 1    | 0   | 0       | 0       | 39        | 0         |
| Terek Grozny (mượn)       | D1                  | 2010                | 3            | 0            | 0    | 0   | -       | -       | 3         | 0         |
| Terek Grozny (mượn)       | D1                  | 2011–12             | 37           | 0            | 2    | 0   | -       | -       | 39        | 0         |
| Terek Grozny (mượn)       | D1                  | 2012–13             | 1            | 0            | 0    | 0   | -       | -       | 1         | 0         |
| Terek Grozny (mượn)       | Tổng cộng           | Tổng cộng           | 41           | 0            | 2    | 0   | 0       | 0       | 43        | 0         |
| Alania Vladikavkaz (mượn) | D1                  | 2012–13             | 10           | 0            | 0    | 0   | -       | -       | 10        | 0         |
| Alania Vladikavkaz (mượn) | Tổng cộng           | Tổng cộng           | 10           | 0            | 0    | 0   | 0       | 0       | 10        | 0         |
| Rostov                    | D1                  | 2014–15             | 0            | 0            | 1    | 0   | -       | -       | 1         | 0         |
| Rostov                    | D1                  | 2015–16             | 30           | 0            | 0    | 0   | -       | -       | 30        | 0         |
| Rostov                    | D1                  | 2016–17             | 13           | 0            | 0    | 0   | 10      | 0       | 23        | 0         |
| Rostov                    | Tổng cộng           | Tổng cộng           | 43           | 0            | 1    | 0   | 10      | 0       | 54        | 0         |
| Rubin Kazan               | D1                  | 2017–18             | 18           | 0            | 1    | 0   | –       | –       | 19        | 0         |
| Tổng cộng sự nghiệp       | Tổng cộng sự nghiệp | Tổng cộng sự nghiệp | 178          | 0            | 5    | 0   | 10      | 0       | 193       | 0         |

### Quốc tế
| Đội tuyển quốc gia | Năm       | Số trận | Bàn thắng |
| ------------------ | --------- | ------- | --------- |
| Nga                | 2016      | 1       | 0         |
| Nga                | 2020      | 2       | 0         |
| Tổng cộng          | Tổng cộng | 3       | 0         |

## Danh hiệu

### Câu lạc bộ
Spartak Moskva
- Á quân giải bóng đá ngoại hạng Nga: 2009

Rostov
- Á quân giải bóng đá ngoại hạng Nga: 2015–16

### Cá nhân
- Giải thưởng Lev Yashin "Thủ môn xuất sắc nhất năm": 2015–16
- Danh sách 33 cầu thủ xuất sắc nhất giải vô địch quốc gia Nga: 2015 –16